# فرودگاه گولوآ
فرودگاه گولوآ (به انگلیسی: Goolwa Airport) یک فرودگاه است که یک باند فرود آسفالت دارد و طول باند آن ۱۲۰۰ متر است. این فرودگاه در کشور استرالیا قرار دارد و در ارتفاع ۳۲ متری از سطح دریا واقع شده‌است.